# Poul-Erik Nielsen
Poul-Erik Nielsen (* 10. April 1931; † 14. Januar 2023) war ein dänischer Badmintonspieler und -funktionär. Knud Aage Nielsen war sein jüngerer Bruder.

## Karriere
Poul-Erik Nielsen gewann 1955 den Mixed-Titel bei den dänischen Einzelmeisterschaften. 1958, 1959 und 1960 siegte er dreimal in Folge bei den All England. 1959 war er auch bei den German Open erfolgreich. Nach seiner aktiven Karriere wurde er Badmintonfunktionär und unter anderem von 1984 bis 1986  Präsident des Badminton-Weltverbandes.

## Sportliche Erfolge
| Saison    | Veranstaltung                                    | Disziplin    | Platz | Name                                                             |
| --------- | ------------------------------------------------ | ------------ | ----- | ---------------------------------------------------------------- |
| 1947/1948 | Dänemark: Einzelmeisterschaften der Junioren U19 | Herreneinzel | 1     | Poul-Erik Nielsen, Nykøbing Falster                              |
| 1954/1955 | Dänemark: Einzelmeisterschaften                  | Mixed        | 1     | Poul-Erik Nielsen, Skovshoved IF / Kirsten Thorndahl, Amager BC  |
| 1956      | All England                                      | Herrendoppel | 2     | John Nygaard / Poul-Erik Nielsen                                 |
| 1958      | All England                                      | Herrendoppel | 1     | Erland Kops / Poul-Erik Nielsen                                  |
| 1958      | Swedish Open                                     | Herrendoppel | 1     | Ole Mertz / Poul-Erik Nielsen                                    |
| 1958/1959 | Dänemark: Einzelmeisterschaften                  | Mixed        | 1     | Poul-Erik Nielsen, Skovshoved IF / Inge Birgit Anker Hansen, KBK |
| 1959      | All England                                      | Mixed        | 1     | Poul-Erik Nielsen / Inge Birgit Hansen                           |
| 1959      | German Open                                      | Herrendoppel | 1     | Jesper Sandvad / Poul-Erik Nielsen                               |
| 1959      | German Open                                      | Mixed        | 1     | Poul-Erik Nielsen / Agnete Friis                                 |
| 1960      | All England                                      | Herrendoppel | 1     | Finn Kobberø / Poul-Erik Nielsen                                 |
| 1960      | Swedish Open                                     | Mixed        | 1     | Poul-Erik Nielsen / Bodil Sterner                                |
| 1960      | Swedish Open                                     | Herrendoppel | 1     | Finn Kobberø / Poul-Erik Nielsen                                 |
| 1960      | All England                                      | Mixed        | 2     | Poul-Erik Nielsen / Inge Birgit Hansen                           |
| 1960/1961 | Dänemark: Einzelmeisterschaften                  | Herrendoppel | 1     | Erland Kops, Københavns BK / Poul-Erik Nielsen, Skovshoved IF    |
| 1960/1961 | Dänemark: Einzelmeisterschaften                  | Mixed        | 1     | Poul-Erik Nielsen, Skovshoved IF / Inge Birgit Anker Hansen, KBK |
| 1961      | All England                                      | Herrendoppel | 2     | Erland Kops / Poul-Erik Nielsen                                  |
| 1962      | All England                                      | Mixed        | 2     | Poul-Erik Nielsen / Inge Birgit Hansen                           |
| 1962      | Nordische Meisterschaften                        | Mixed        | 1     | Poul-Erik Nielsen / Ulla Rasmussen                               |
| 1962/1963 | Dänemark: Einzelmeisterschaften                  | Herrendoppel | 2     | Erland Kops, Københavns BK / Poul-Erik Nielsen, Skovshoved IF    |
| 1962/1963 | Dänemark: Einzelmeisterschaften                  | Mixed        | 2     | Poul-Erik Nielsen, Skovshoved IF / Inge Birgit Anker Hansen, KBK |
| 1963      | German Open                                      | Mixed        | 1     | Poul-Erik Nielsen / Kirsten Thorndahl                            |
| 1963      | German Open                                      | Herrendoppel | 1     | Erland Kops / Poul-Erik Nielsen                                  |
| 1963      | Schweden: Internationale Meisterschaften         | Herrendoppel | 2     | Erland Kops / Poul-Erik Nielsen                                  |
| 1963      | Swedish Open                                     | Mixed        | 1     | Poul-Erik Nielsen / Ulla Rasmussen                               |
| 1964      | German Open                                      | Herrendoppel | 1     | Erland Kops / Poul-Erik Nielsen                                  |
| 1964      | All England                                      | Herrendoppel | 2     | Erland Kops / Poul-Erik Nielsen                                  |
| 1966      | German Open                                      | Herrendoppel | 1     | Per Walsøe / Poul-Erik Nielsen                                   |
| 1968      | Nordische Meisterschaften                        | Mixed        | 1     | Poul-Erik Nielsen / Pernille Mølgaard Hansen                     |
| 1992/1993 | Dänemark: Seniorenmeisterschaften 60+            | Mixed        | 1     | Poul-Erik Nielsen, Skovshoved / Inge Birgit Anker Hansen, KBK    |
| 1992/1993 | Dänemark: Seniorenmeisterschaften 60+            | Herrendoppel | 1     | Poul-Erik Nielsen, Skovshoved / Poul Arne Buch, Farum            |
| 1992/1993 | Dänemark: Seniorenmeisterschaften 55+            | Herrendoppel | 1     | Poul-Erik Nielsen / Jesper Sandvad, Skovshoved IF                |
| 1993/1994 | Dänemark: Seniorenmeisterschaften 60+            | Mixed        | 1     | Poul-Erik Nielsen, Skovshoved / Inge Birgit Anker Hansen, KBK    |
| 1993/1994 | Dänemark: Seniorenmeisterschaften 60+            | Herrendoppel | 1     | Poul-Erik Nielsen, Skovshoved / Poul Arne Buch, Farum            |
| 1994/1995 | Dänemark: Seniorenmeisterschaften 60+            | Mixed        | 1     | Inge Birgit Anker Hansen, KBK / Poul-Erik Nielsen, Skovshoved    |
| 1997/1998 | Dänemark: Seniorenmeisterschaften 65+            | Mixed        | 1     | Poul-Erik Nielsen, Skovshoved / Inge Birgit Anker Hansen, KBK    |